# Tamirłan Kozubajew
Tamirłan Omuralijewicz Kozubajew (ros. Тамирлан Омуралиевич Козубаев; ur. 1 lipca 1994 w Biszkeku) – kirgiski piłkarz grający na pozycji środkowego obrońcy. Od 2016 roku jest zawodnikiem klubu Dordoj Biszkek.

## Kariera piłkarska
Swoją karierę piłkarską Kozubajew rozpoczął w klubie Dordoj Biszkek, w którym w 2013 roku zadebiutował w pierwszej lidze kirgiskiej. W debiutanckim sezonie został z nim wicemistrzem kraju. W 2014 roku odszedł do Ala-Too Naryn.
W połowie 2014 roku Kozubajew został zawodnikiem litewskiego klubu FK Šiauliai. Zadebiutował w nim 25 lipca 2014 w przegranym 1:5 domowym meczu z Kruoją Pokroje. W Šiauliai grał do końca roku.
Rok 2015 Kozubajew rozpoczął od występów Ałdze Biszkek. Latem został zawodnikiem Klaipėdos Granitas. Swój debiut w nim zaliczył 25 lipca 2015 w przegranym 1:2 domowym spotkaniu z Žalgirisem Wilno. W Granitasie grał do końca roku.
W 2016 roku Kozubajew został piłkarzem FK Jagodina, jednak przez pół roku nie wystąpił w żadnym ligowym spotkaniu. Latem wrócił do Dordoju Biszkek. W 2016 roku został wicemistrzem, a w 2018 mistrzem Kirgistanu. W latach 2016–2018 zdobył też trzy Puchary Kirgistanu.

## Kariera reprezentacyjna
W reprezentacji Kirgistanu Kozubajew zadebiutował 13 października 2015 w wygranym 2:0 meczu eliminacji do MŚ 2018 z Bangladeszem. W 2019 roku powołano go do kadry na Puchar Azji.